# Comuna Ceanîj, Busk
Ceanîj (în ucraineană Чаниж) este o comună în raionul Busk, regiunea Liov, Ucraina, formată din satele Ceanîj (reședința), Lisove și Stovpîn.

## Demografie
Componența lingvistică a comunei Ceanîj
     Ucraineană (99,7%)
     Alte limbi (0,3%)
Conform recensământului din 2001, majoritatea populației comunei Ceanîj era vorbitoare de ucraineană (99,7%), existând în minoritate și vorbitori de alte limbi.